# Íñigo (Narros de Matalayegua)
Íñigo es una localidad del municipio de Narros de Matalayegua, en la comarca del Campo de Salamanca, provincia de Salamanca, y comunidad autónoma de Castilla y León, España.

## Historia
Su fundación se remonta al proceso general de repoblación llevado a cabo por los reyes de León en la Alta Edad Media, quedando integrado con el nombre de Enego en el cuarto de Corvacera de la jurisdicción de Salamanca, dentro del Reino de León.
Con la creación de las actuales provincias en 1833, Íñigo quedó encuadrado en la provincia de Salamanca, dentro de la Región Leonesa.
En 1877 la localidad fue agregada al municipio de Narros de Matalayegua.

## Demografía
| Gráfica de evolución demográfica de Ínigo entre 1842 y 1860 |
| |
| Población de derecho según los censos de población del INE Población de hecho según los censos de población del INEEntre el censo de 1857 y el anterior, crece el término del municipio porque incorpora a 375038 (Sancho Gómez) Entre el censo de 1877 y el anterior, este municipio desaparece porque se integra en el municipio 37211 (Narros de Matalayegua) |

En 2017 contaba con una población de 30 habitantes, de los cuales 19 son varones y 11 son mujeres (INE 2017).
| Gráfica de evolución demográfica de Íñigo entre 2000 y 2017                              |
|                                                                                          |
| Fuente: Instituto Nacional de Estadística de España - Elaboración gráfica por Wikipedia. |

## Fiestas
- San Marcos
- San Blas